# Ashford Hill
Ashford Hill est un village du Hampshire, en Angleterre.